# Vaulx-en-Velin
Vaulx-en-Velin [ˌvoɑ̃v(ə)ˈlɛ̃] ist eine französische Stadt mit 52.448 Einwohnern (Stand 1. Januar 2022) im östlichen Ballungsgebiet von Lyon in der Métropole de Lyon in der Region Auvergne-Rhône-Alpes. Die Einwohner nennen sich Vaudais.

## Geographie
Vaulx-en-Velin wird von der Vieux-Rhône und dem Canal de Jonage, einem natürlichen und einem künstlichen Arm der Rhône, passiert. Die Rize war ein Flussarm, der zugeschüttet wurde.

## Geschichte
Die Flüsse, darunter die Rhône, traten regelmäßig über die Ufer und hinterließen ein Sumpfgebiet. Eine erste nachweisliche Erwähnung des Dorfes Vaulx-en-Velin stammt aus dem Jahr 1225. Wiederholt zogen erneute Hochwasser der Rhône das Dorf in Mitleidenschaft. Auch von Kriegen blieb der Ort nicht verschont. 1628 grassierte im Ort die Pest.
Viele Leute waren an Malaria erkrankt – davon zeugt der Flurname «En Palud». Von 1863 bis 1879 wurde ein Deich gebaut, um rund 9.000 Hektar Land trockenzulegen. Der von 1879 bis 1882 erstellte Staudamm Saint Jean Villeurbanne schützt Vaulx-en-Velin vor Überschwemmungen.
Im September 1979 kam es im Viertel La Grappinière von Vaulx-en-Velin zu den ersten Vorstadt-Jugendunruhen in Frankreich.
Vaulx-en-Velin gehörte bis 2015 zum Kanton Vaulx-en-Velin.

## Bevölkerungsentwicklung
| Jahr                       | 1962   | 1968   | 1975   | 1982   | 1990   | 1999   | 2006   | 2020   |
| -------------------------- | ------ | ------ | ------ | ------ | ------ | ------ | ------ | ------ |
| Einwohner                  | 12.118 | 20.726 | 37.866 | 44.160 | 44.176 | 39.154 | 40.300 | 51.761 |
| Quellen: Cassini und INSEE |        |        |        |        |        |        |        |        |

## Wirtschaft und Infrastruktur
1900 wurde eine Straßenbahn gebaut und 1906 elektrifiziert.
Heute existieren weit über 2000 eigenständige Betriebe, vor allem im Industrie-, im Handels- und im Dienstleistungssektor. Sie profitieren von einer gut ausgebauten Verkehrslage, da Vaulx-en-Velin an ein Autobahnnetz angeschlossen ist. Bedeutend sind unter anderem ein Planetarium, eine 1987 etablierte Architekturschule, eine seit 1975 bestehende Schule für Öffentlichkeitsarbeit beim Staat und der Freizeitpark «Grand Parc de Miribel-Jonage».
Außerorts befinden sich auf den Gemüseanbau spezialisierte Landwirtschaftsbetriebe. Südlich der Stadt liegt an der Rhône ein Flusskraftwerk.

## Personen, die vor Ort gewirkt haben
Nathalie Arthaud (* 1970), Stadträtin für Jugendfragen, wurde auf einer Liste unter der Führung der Parti communiste français (PCF, dt. Kommunistische Partei Frankreichs) für eine Bürgerinitiative und die Alternative Liste gewählt.